# Siderski dan
Sidérski dan  ali  zvézdni dan je čas med dvema zaporednima kulminacijama zelo oddaljene zvezde. Na Zemlji je pravi zvezdni dan določen kot časovni interval med dvema zaporednima prehodoma pomladišča preko poldnevnika, ki pripada kraju opazovanja.
V astronomiji je zanimivo trajanje vrtenja Zemlje glede na oddaljene zvezde, ni pa toliko zanimivo trajanje vrtenja okoli vrtilne osi glede na Sonce.
Srednji siderski dan traja 23 h 56 m 4,099 s. To je 86.164,099 s ali 23,9345 h. V tem času se Zemlja zavrti za 360° v odnosu do oddaljenih zvezd. 
Sončev dan je za okoli 4 minute daljši, ker se mora Zemlja zavrteti še za približno 0,9856° (360/365,25), da pride Sonce v kulminacijo.

Zaradi nutacije in precesije se pomladišče premakne za okoli 0,014°  ali 50" na leto (polni krog naredi v 25.800 letih). Kot posledica je srednji zvezdni dan, ki odgovarja dvema zaporednima kulminacijama pomladišča, za 0,008 s krajši kot siderski dan.

Ločimo dve obliki siderskega dneva:
- pravi siderski dan
- srednji siderski dan

Pravi siderski dan je določen kot čas med dvema zaporednima kulminacijama pomladišča. Srednji siderski dan pa se določi kot povprečje pravih siderskih dnevov, ki se med seboj zaradi spreminjanja položaja pomladišča razlikujejo. 

Siderski dan je razdeljen na 24 siderskih ur, vsaka siderska ura pa ima 60 siderskih minut, ki imajo po 60 siderskih sekund.

## Primerjava zvezdnega in Sončevega dne
Zvezdni čas se izračuna na naslednji način (velja samo za progradno gibanje):
{\displaystyle T_{sid}={\frac {2\pi }{\omega }}}
kjer je {\displaystyle \omega } kotna hitrost vrtenja Zemlje okoli osi (to na sliki odgovarja prehodu s točke 1 do točke 2).

Sončev čas pa se izračuna:
{\displaystyle T_{son}={\frac {2\pi +\alpha }{\omega }}}
kjer smo dodali kot {\displaystyle \alpha }, ki je potreben za pot od točke 2 do točke 3. 

Ta kot ima velikost {\displaystyle \alpha ={\frac {2\pi }{365,25}}}.
Tako dobimo
{\displaystyle T_{son}={\frac {2\pi }{\omega }}+{\frac {2\pi }{365,25\omega }}}
ali 
{\displaystyle \omega =7,292\cdot 10^{-5}rad\cdot s^{-1}}
Za siderski dan dobimo :
{\displaystyle T_{sid}={\frac {2\pi }{\omega }}={\frac {2\pi }{7,292\cdot 10^{-5}}}=86164,09} s.
Kar odgovarja  23 h 56 m in 4,09 s.
Siderski dan je pri progradnem gibanju (primer Zemlja) krajši kot Sončev dan.